# K'iche'kungariket Q'umarkaj
K'iche'kungariket Q'umarkaj var en stat belägen i nuvarande Guatemala grundat av Quichéfolket under 1200-talet. Kungariket var självständigt fram till 1524 när den blev erövrad av nahuafolkets och Spaniens armé, ledd av Pedro de Alvarado.